# Quizás, Quizás, Quizás
A Quizás, Quizás, Quizás (a.m.: Talán, talán, talán) kubai bolero-csacsacsa dal; szerzői: Osvaldo Farrés, Bobby Capó (angol szöveg: Joe Davis).

## Híres felvételek
Bing Crosby, Nat King Cole, Doris Day, Pérez Prado, Paco de Lucía, Samantha Fox, The Pussycat Dolls, Omara Portuondo, Buena Vista Social Club,  Gaby Moreno, Andrea Bocelli & Jennifer Lopez, Ibrahim Ferrer & Omara Portuondo, ...

## Filmekben
- 1992: Doris Day
- 1993: Peter Kassovitz(wd) (Droles l'oiseaux) Fura madár (francia-magyar filmrendező, filmíró)
- 2004: Pedro Almodóvar

### Érdekesség
A Csupa könny a szobám (Tres Palabras) című – Magyarországon közismert – dalt is Osvaldo Farrés írta. Az angol szöveget G. Dénes György fordította és először Fényes Kató adta elő.